# Janet Weiss
Janet Lee Weiss, född 24 september 1965 i Hollywood, Kalifornien, är en amerikansk trumslagare. Weiss är sedan 1996 medlem i rockbandet Sleater-Kinney. Hon har även spelat med banden Wild Flag, Quasi, Bright Eyes och Stephen Malkmus and the Jicks.
Weiss är vida ansedd som trummis; 2016 rankades hon på plats 90 i Rolling Stones "100 Greatest drummers of all time", tidigare har hon även inkluderats i Stylus Magazines topp 50 bästa rocktrummisar och i LA Weekly har hon blivit rankad som en av de 20 bästa genom tiderna.

## Utrustning
Weiss spelar vanligtvis på ett Vintage Ludwig-set (ca. 1973) i natural maple finish. Med följande specifikationer:
- 6.5x14" Craviottovirvel
- Weiss på scen med Bright Eyes9x13 hängpuka
- 16x16 golvpuka
- 14x22 bastrumma

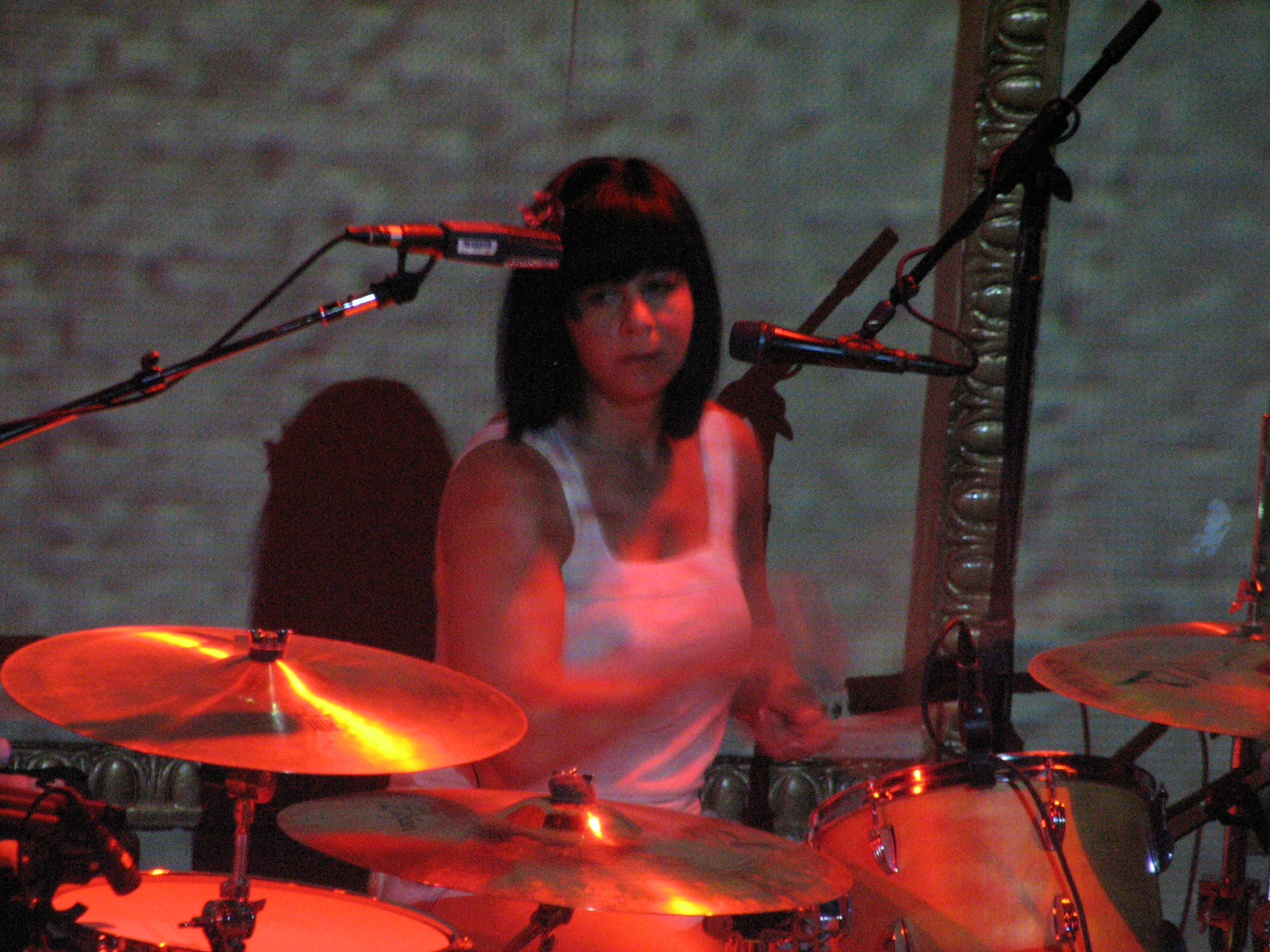
Weiss på scen med Bright Eyes

Hon spelade på ett liknande kit på Coachella i april 2008, dock med finishen Blue Oyster 'Bowling Ball' finish.
Cymbaler: Zildjian
- 14" Quick Beat hi-hats
- 20" crash
- 22" ride
- 20" A Custom crash

Hardware: DW
Trumskinn:
- Remo coated Ambassadors på virvel och pukor, Powerstroke 3 på bastrumman.

Stockar:
- Silverfox MR

## Diskografi
Album med Sleater-Kinney
- Dig Me Out (1997)
- The Hot Rock (1999)
- All Hands on the Bad One (2000)
- One Beat (2002)
- The Woods (2005)
- No Cities to Love (2015)

Album med Stephen Malkmus and the Jicks
- Real Emotional Trash (2008)
- Mirror Traffic (2011)

Album med Wild Flag
- Wild Flag (2011)